# اعداد شانس (فیلم)
اعداد شانس (به انگلیسی: Lucky Numbers) فیلمی است محصول سال ۲۰۰۰ و به کارگردانی نورا افرون است. در این فیلم بازیگرانی همچون جان تراولتا، لیسا کودرو، تیم راث، اد اونیل، مایکل راپاپورت، مایکل مور، بیل پولمن، درل میچل، ریچارد شیف، کارولین آرون، سام مک‌موری ایفای نقش کرده‌اند. این فیلم با وجود بودجه ۶۳ میلیون میلیون دلاری تنها ۱۰ میلیون دلار فروش کرد. همچین جان تراولتا در سال ۲۰۰۰ برنده جایزه تمشک طلایی برای این فیلم شد.

## داستان
راس ریچاردز، هواشناس یک ایستگاه تلویزیونی در هریسبورگ، پنسیلوانیا، به‌عنوان یک چهرهٔ مشهور محلی مورد احترام بینندگانش قرار دارد. شهرت او مزایایی مانند جای پارک اختصاصی و میز مخصوص در رستوران دنیز به همراه دارد، جایی که یک املت به نام او نام‌گذاری شده است. اما پشت ظاهر همواره خوش‌بینانهٔ او، واقعیتی تلخ پنهان است: نمایندگی فروش خودروهای برف‌رو او به دلیل زمستانی غیرعادی گرم در آستانهٔ ورشکستگی قرار دارد.
دوستش گیگ، که صاحب یک کلوب شبانه مشکوک است، به او پیشنهاد می‌دهد که با اجرای یک طرح بیمهٔ تقلبی، از مشکلات مالی خود خلاص شود. اما این نقشه به نتیجه نمی‌رسد و راس را بیش از پیش بدهکار می‌کند، در حالی که او هدف یک آدمکش به نام دیل قرار می‌گیرد. گیگ سپس به راس پیشنهاد می‌دهد که با کمک دوست‌دختر بی‌اخلاق خود، کریستال لاتروی، که یک مدل کم‌هوش است و شماره‌های برندهٔ قرعه‌کشی ایالت پنسیلوانیا را در تلویزیون اعلام می‌کند، قرعه‌کشی را دستکاری کنند. علاوه بر این، پسرعموی عجیب‌وغریب کریستال، والتر، نقش مالک بلیت برنده را بازی خواهد کرد.
این نقشه موفقیت‌آمیز به نظر می‌رسد، اما پیش از آنکه جایزهٔ ۶.۴ میلیون دلاری دریافت شود، اوضاع شروع به فروپاشی می‌کند. ابتدا والتر به طمع می‌افتد و از تحویل بلیت برنده به کریستال خودداری می‌کند. درگیری فیزیکی کریستال با او باعث می‌شود که والتر دچار حملهٔ آسمی شود و بمیرد. مدیر فاسد ایستگاه تلویزیونی، دیک سیمونز، که با کریستال نیز رابطه دارد، پس از اطلاع از نقشه، آن‌ها را تهدید به اخاذی می‌کند و سایر افرادی که این راز را کشف کرده‌اند نیز سهم خود را می‌خواهند.
آشوب و جنایت به دنبال این اتفاقات می‌آید و کارآگاهان تنبل لیکوود و چمبرز تحقیقاتی را آغاز می‌کنند که امیدوارند چندان سخت نباشد. راس تصمیم می‌گیرد بلیت را به دیک به قیمت ۱۰۰ هزار دلار بفروشد تا از بدهی خود به دیل خلاص شود. کریستال خشمگین می‌شود و بلافاصله با دیک رابطه برقرار می‌کند تا دوباره سهم خود از جایزه را به‌دست آورد. دیل به خانهٔ دیک نفوذ کرده و قصد سرقت بلیت را دارد، اما پلیس سر می‌رسد و لیکوود در نهایت او را می‌کشد.
در مسیر بازگشت به خانه، لیکوود راس را می‌بیند که در تلاش برای تخلیهٔ محمولهٔ برف‌روهایش به یک فروشندهٔ دیگر، با یک کامیون ۱۸ چرخ تصادف کرده است. راس که فکر می‌کند لیکوود برای دستگیری او آمده است، با ۱۰۰ هزار دلار پولش سوار بر برف‌رو فرار می‌کند، اما به درخت برخورد کرده و تصادف می‌کند. در بیمارستان، لیکوود به او به‌خاطر رانندگی با برف‌رو بدون گواهینامه جریمه می‌دهد و توضیح می‌دهد که چه بر سر دیک و دیل آمده است. راس به اتاق بیمارستان دیک می‌رود و بلیت بخت‌آزمایی را دوباره می‌دزدد. او بلیت را به وندی، پیشخدمت رستوران دنیز، می‌دهد و به فلوریدا می‌رود، جایی که به مجری موفق یک برنامهٔ تلویزیونی به نام «اعداد خوش‌شانس» تبدیل می‌شود.